# Nuoto ai Giochi della XV Olimpiade - 1500 metri stile libero maschili
La competizione 1500 metri stile libero maschili di nuoto dei Giochi della XV Olimpiade si è svolta nei giorni 31 luglio e 2 agosto 1952 allo stadio olimpico del nuoto di Helsinki.

## Programma
| Data           | Round    | Note                           |
| -------------- | -------- | ------------------------------ |
| 31 luglio 1952 | Batterie | I migliori 8 tempi alla finale |
| 2 agosto 1952  | Finale   |                                |

## Risultati

### Batterie
| Pos. | Atleta             | Nazione   | Tempo   | Posizione finale |
| ---- | ------------------ | --------- | ------- | ---------------- |
| 1    | Shirō Hashizume    | Giappone  | 18'34"0 | 1                |
| 2    | Gotfryd Gremlowski | Polonia   | 19'17"5 | 10               |
| 3    | Tonatiuh Gutiérrez | Messico   | 19'18"9 | 12               |
| 4    | Sylvio dos Santos  | Brasile   | 19'26"8 | 15               |
| 5    | Graham Johnston    | Sudafrica | 19'27"1 | 17               |
| 6    | Gerald McNamee     | Canada    | 20'02"5 | 23               |
| 7    | Sambiao Basanung   | Filippine | 20'58"6 | 29               |

| Pos. | Atleta                | Nazione     | Tempo   | Posizione finale |
| ---- | --------------------- | ----------- | ------- | ---------------- |
| 1    | James McLane          | Stati Uniti | 19'09"3 | 7                |
| 2    | Heinz-Günther Lehmann | Germania    | 19'17"9 | 11               |
| 3    | Efrén Fierro          | Messico     | 19'55"8 | 21               |
| 4    | Garrick Agnew         | Australia   | 20'03"8 | 24               |
| 5    | Walter Schneider      | Svizzera    | 21'36"2 | 34               |
| 6    | Muhammad Ramzan       | Pakistan    | 23'44"3 | 37               |

| Pos. | Atleta                    | Nazione                                                                   | Tempo   | Posizione finale |
| ---- | ------------------------- | ------------------------------------------------------------------------- | ------- | ---------------- |
| 1    | Tetsuo Okamoto            | Brasile                                                                   | 19'05"6 | 4                |
| 2    | György Csordás            | Ungheria                                                                  | 19'26"2 | 14               |
| 3    | Yukiyoshi Aoki            | Giappone                                                                  | 19'27"0 | 16               |
| 4    | Endel Press               | Unione Sovietica                                                          | 20'11"7 | 27               |
| 5    | Walter Bardgett           | Bermuda                                                                   | 21'42"4 | 35               |
| 6    | Francisco Xavier Monteiro | [[Template:AggNaz/HKG 1910-1955 ai Giochi della XV Olimpiade\|Hong Kong]] | 22'26"7 | 36               |

| Pos. | Atleta                | Nazione                                                                   | Tempo   | Posizione finale |
| ---- | --------------------- | ------------------------------------------------------------------------- | ------- | ---------------- |
| 1    | Jean Boiteux          | Francia                                                                   | 19'12"3 | 9                |
| 2    | William Tripp Woolsey | Stati Uniti                                                               | 19'24"6 | 13               |
| 3    | César Borja           | Messico                                                                   | 19'43"3 | 19               |
| 4    | Robert Sreenan        | Gran Bretagna                                                             | 19'59"2 | 22               |
| 5    | Vladimer Lavrinenk'o  | Unione Sovietica                                                          | 20'07"8 | 25               |
| 6    | Cheung Kin Man        | [[Template:AggNaz/HKG 1910-1955 ai Giochi della XV Olimpiade\|Hong Kong]] | 20'50"2 | 28               |
| 7    | Eduardo Priggione     | Uruguay                                                                   | 21'11"9 | 32               |

| Pos. | Atleta          | Nazione     | Tempo   | Posizione finale |
| ---- | --------------- | ----------- | ------- | ---------------- |
| 1    | Ford Konno      | Stati Uniti | 18'53"7 | 2                |
| 2    | Joseph Bernardo | Francia     | 19'06"5 | 5                |
| 3    | Dennis Ford     | Sudafrica   | 19'27"6 | 18               |
| 4    | Allen Gilchrist | Canada      | 20'08"3 | 26               |

| Pos. | Atleta           | Nazione   | Tempo   | Posizione finale |
| ---- | ---------------- | --------- | ------- | ---------------- |
| 1    | Peter Duncan     | Sudafrica | 19'03"5 | 3                |
| 2    | John Marshall    | Australia | 19'09"2 | 6                |
| 3    | Yasuo Kitamura   | Giappone  | 19'10"3 | 8                |
| 4    | Enrique Granados | Spagna    | 19'45"9 | 20               |
| 5    | Geoffrey Marks   | Ceylon    | 20'59"4 | 30               |
| 6    | Robert Cook      | Bermuda   | 20'59"6 | 31               |
| 7    | Roar Woldum      | Norvegia  | 21'19"5 | 33               |

### Finale
| Pos.    | Atleta          | Nazione     | Tempo   |
| ------- | --------------- | ----------- | ------- |
| Oro     | Ford Konno      | Stati Uniti | 18'30"3 |
| Argento | Shirō Hashizume | Giappone    | 18'41"4 |
| Bronzo  | Tetsuo Okamoto  | Brasile     | 18'51"3 |
| 4       | James McLane    | Stati Uniti | 18'51"5 |
| 5       | Joseph Bernardo | Francia     | 18'59"1 |
| 6       | Yasuo Kitamura  | Giappone    | 19'00"4 |
| 7       | Peter Duncan    | Sudafrica   | 19'12"1 |
| 8       | John Marshall   | Australia   | 19'53"4 |